# Seznam nizozemskih filmskih režiserjev
Seznam nizozemskih filmskih režiserjev.

## B
- Jacob Bijl
- Ronald Bijlsma (animator)
- Maurits H. Binger
- Saskia Boddeke
- Jan de Bont
- Luuk Bouwman
- Nouchka van Brakel
- Philo van Bregstein
- Nico van den Brink
- Ytzen Brusse

## C
- Anton Corbijn
- Nico Crama (mdr. animator)
- Herbert Curiël

## D
- Rene Daalder
- Eric De Kuyper
- Gerrit van Dijk (animator)
- Adriaan Ditwoorst
- Tristan van Doorn
- Paul Driesen (animator, niz.-kanadski)

## F
- John Ferno (Fernhout)
- Mannus Franken

## G
- Louis A. van Gasteren
- Joop Geesink (animator - lutkovni)
- Theo van Gogh
- Marlene Gorris

## H
- Bert Haanstra
- Max de Haas
- Theo van Haren Norman
- Rolf de Heer (nizozemsko-avstralski)
- Nikolai van der Heide
- Jan Hin
- Rudi Hornecker
- Herman van der Horst
- Rob Houwer (producent)
- Hatum Hoving
- Charles Huguenot van der Linden
- Rupert van der Linden (animator)

## I
- Joris Ivens (nizozemsko-francoski)

## K
- Johan van der Keuken
- Hans Keller
- Stefanie Kolk
- Jan Kounen (nizozemsko-francoski)
- Jeroen Krabbé

## L
- Hugo Arndt Rodolf van Lawick (naravoslovni fotograf, mož Jane Goodall)

## M
- Dick Maas
- Floor van der Meulen
- Albert in Willy Mullens

## N
- Rene van Nie

## O
- Alexander Oey
- Max Ophüls (nemški)
- Rolf Orthel

## P
- Pim de la Parra (cineast)
- Maria Peters
- Guido Pieters

## R
- Fons Rademakers
- Lili Rademakers
- Albert Jan van Rees
- Niek Reus (animator)
- Gerard Rutten

## S
- Paul Schuitema
- Orlow Seunke
- George Sluizer
- Jos Stelling

## T
- Jan Teunissen
- Marten Toonder (animator)
- Will Tuchinsky

## V
- Ben Verboing
- Pieter Verhoeff
- Paul Verhoeven
- Wim Verstappen
- Jan Vrijman

## W
- Alex van Warmerdam
- Frans Weisz
- Michaël Dudok de Wit (animator)
- Steven Wouterlood

## Z
- Erik van Zuylen
- Frans Zwartjes